# 凱蒂·奧提南
凱蒂·奧提南（芬蘭語：Kati Outinen，1961年8月17日—）是芬蘭女演員，演出許多阿基·郭利斯馬基執導的電影，並於2002年以《沒有過去的男人》獲得坎城影展最佳女演員獎。

## 外部連結
- 凱蒂·奧提南在互联网电影资料库（IMDb）上的資料（英文）